# Denis Iguma
Denis Iguma (Distrito de Kalangala, Uganda, 10 de febrero de 1994) es un futbolista de Uganda que juega en la posición de centrocampista y que actualmente milita en el Police de la Liga Premier de Uganda.

## Carrera

### Club
| Periodo   | Club                   |
| --------- | ---------------------- |
| 2009-2012 | Villa SC               |
| 2013–2014 | Victoria University SC |
| 2014–2017 | Al-Ahed SC             |
| 2017–2018 | Bekaa Club             |
| 2018-2020 | Kazma SC               |
| 2020–2023 | KCCA FC                |
| 2024-     | Police                 |

### Selección nacional
Debutó con Uganda el 29 de marzo de 2012 ante Egipto. En enero de 2014 el entrenador Milutin Sedrojevic l convoca para jugar en el Campeonato Africano de Naciones de 2014, torneo el que Uganda quedó fuera en la fase de grupos. Luego fue convocado para jugar en la Copa Africana de Naciones 2017. Jugó para Uganda en 66 ocasiones hasta el 2021 y anotó un gol, el cual fue el 13 de julio de 2013 en la victoria por 1-0 ante Tanzania en Dar es Salaam por la clasificación para el Campeonato Africano de Naciones de 2014.

## Logros
- Copa de Uganda (1): 2013
- Primera División del Líbano (2): 2014–15, 2016–17
- Copa Elite del Líbano (1): 2015
- Supercopa del Líbano (2): 2015, 2017